# Codevigo
Codevigo é uma comuna italiana da região do Vêneto, província de Pádua, com cerca de 5.612 habitantes. Estende-se por uma área de 69 km², tendo uma densidade populacional de 81 hab/km². Faz fronteira com Arzergrande, Campagna Lupia (VE), Chioggia (VE), Correzzola, Piove di Sacco, Pontelongo.

## Demografia
| Variação demográfica do município entre 1861 e 2011                               |
|                                                                                   |
| Fonte: Istituto Nazionale di Statistica (ISTAT) - Elaboração gráfica da Wikipedia |